# Петерс, Мауритиус
Мауритиус Проспер Петерс (нидерл. Mouritius Prosper Peeters, 5 мая 1882 — 6 декабря 1957) — нидерландский велогонщик, олимпийский чемпион и чемпион мира.

## Биография
Родился в 1882 году в Антверпене (Бельгия), однако вырос в Гааге, в 1908 году получил нидерландское гражданство. В 1920 году принял участие в Олимпийских играх в Антверпене, где стал чемпионом в спринте; в том же году стал чемпионом мира среди любителей. На чемпионате мира 1922 года стал обладателем серебряной медали. В 1924 году на Олимпийских играх в Париже завоевал бронзовую медаль в тандеме (вместе с Герардом ван Дракестейном).